# Projet SESAR
Le programme SESAR (ou Single European Sky ATM Research, pour Single European Sky Air Traffic Management Research) est le nom du programme visant à fournir à l'Europe des systèmes performants de gestion du trafic aérien afin de moderniser les systèmes actuels. Le programme SESAR est le pilier technologique du programme Ciel unique européen ou SES (Single European Sky).
Le projet SESAR est l'équivalent européen du projet NextGen aux États-Unis. En 2007, l'Entreprise commune SESAR (ou SESAR JU) est créée, cet organisme a pour mission la coordination et la mise en œuvre des recherches du projet SESAR.

## Historique
En 1999 la Commission européenne propose dans une communication de faire évoluer l'organisation de l'espace aérien européen afin de construire un véritable ciel unique. L'objectif est de se rapprocher du modèle américain qui gère un trafic plus important pour un coût bien moindre.
SESAR se découpe en trois phases :
- la phase de définition (de 2004 à 2008) qui doit délivrer un plan directeur définissant le contenu, le développement et le déploiement des systèmes de prochaine génération. Cette phase est dirigée par Eurocontrol, et est cofinancée par la Commission européenne et le réseau transeuropéen de transport[5] ;
- la phase de développement (de 2008 à 2015) qui doit produire la nouvelle génération de systèmes définie dans la première phase[6] ;
- la phase de déploiement (de 2013 à 2020 et au-delà) verra la production en masse de ces nouveaux systèmes et la mise en œuvre des nouvelles infrastructures de gestion de trafic composées d'éléments harmonisés et interopérables qui assureront une grande efficacité du transport aérien européen[6].

L'ensemble de ces trois phases regroupe environ 350 projets pour un montant total d’activités de 2,1 milliards d’euros.

## Objectifs
En 2005, des objectifs très ambitieux ont été avancés : diminution de moitié des coûts dus au contrôle aérien, réduction de 10 % de l'impact sur l'environnement, division du risque d'accident par dix et triplement de la capacité de l'espace aérien,. L'impact environnemental, en adoptant des trajectoires optimisées (plus directes et en limitant les changements d'altitude), vise notamment une réduction de 4 à 6 % des effets de serre par vol,.  

## SESAR2
Le projet SESAR2, ou SESAR 2020, a pris la suite des activités de SESAR depuis juin 2014. Débuté en 2015 et pourvu d’un financement communautaire de 585 M€ cette seconde phase prolonge les activités de recherche et développement jusqu’en 2024 et le nombre de membres de SESAR JU passe à dix-neuf 19 membres.

## Complément